# 1803 a tudományban
Az 1803. év a tudományban és a technikában.

## Események
- augusztus 9. – Robert Fulton amerikai feltaláló első gőzhajójának kísérleti útja a Szajnán.
- Thomas Telford skót mérnök hozzákezd a Kaledóniai-csatorna tervének megvalósításához.

## Kémia
- Smithson Tennant brit kémikus felfedezi az irídiumot és az ozmiumot
- Jöns Jakob Berzelius Wilhelm Hisinger svéd geológussal együtt felfedezi a cériumot (amit tőlük függetlenül Martin Heinrich Klaproth német vegyész is felfedezett).

## Publikációk
- Claude Louis Berthollet francia kémikus: Essai de statique chimique
- Lazare Carnot: Géométrie de position (A helyzet geometriája)

## Születések
- április 1. – Miles Joseph Berkeley angol botanikus († 1889)
- május 12. – Justus von Liebig német vegyész. Fontos szerepet játszott a szerves kémia rendszerezésének első időszakában és a mezőgazdasági kémia alapelveinek lefektetésében († 1873)
- május 24. – Charles Lucien Bonaparte francia természettudós, I. Napóleon francia császár unokaöccse († 1857)
- október 3. – John Gorrie orvos, feltaláló; feltalálta és 1851-ben szabadalmaztatta az első mechanikus hűtőgépet[1] († 1855)
- október 16. – Robert Stephenson angol gépészmérnök. Apjához hasonlóan igen jelentősen hozzájárult a vasutak fejlesztéséhez († 1859)
- november 16. – Jean Pierre Louis Girardin francia kémikus († 1884)
- november 29. – Christian Doppler osztrák fizikus, főként a róla elnevezett Doppler-effektus fölfedezéséről ismert († 1853)

## Halálozások
- április 6. – Sir William Hamilton skót diplomata, régész, vulkanológus (* 1730)[2][3]

- szeptember 16. – Nicolas Baudin francia tengerészkapitány, térképész, felfedező (* 1754)
- október 14. – Aimé Argand svájci fizikus és kémikus, a róla elnevezett lámpa feltalálója (* 1750)